# جانيت فارني
جانيت مورين فارني (بالإنجليزية: Janet Maureen Varney)‏ وُلدت 16 فبراير 1976 هي ممثلة أمريكية معروفة بمسلسل أسطورة كورا.

## حياتها المبكرة
وُلدت جانيت وترعرت في توسون، أريزونا. تخرجت من مدرسة رينكون الثانوية في 1993 وخريجة من جامعة سان فرانسيسكو حيث تخصصت في المسرح. وقد لاحقت حياتها المهنية لاحقًا في هندسة الديكور قبل تجد نفسها قد عادت إلى التمثيل مرةً أخرى. تربت جانيت على أنها مورمونية، ولكنها تركت الكنيسة في السابعة عشر من عمرها وتُعرف الآن أنها لاأدرية. جانيت من أصل إنجليزي وإسكتلندي.

## حياتها المهنية

### المشاريع التلفازية
جانيت كانت مقدمة برنامج هوليوود مع براين أنجر - ممثل مساعد في برنامج نورم ماكدونالد العودة إلى نورم وممثل أساسي في الكرات المتقاطعة - على كوميدي سنترال. تلعب أيضًا دورًا في مسلسل ساعة سعيدة القصير هزلي من فوكس. في 2007، ظهرت جانيت في أفلام قصيرة مثل أعمال خير عشوائية والاستسلام بعد نضال في العمل ومياه أبدية والحيازة الدنيوية والخاسرين وابتعد عن العشب والمظهر اللائق مهم للنجاح وقد أُنتجوا أثناء برنامج الحقيقة على القرعة. كما ظهرت مؤخرًا في دور شخصية مساعدة تدعى «بيف» في مسلسل الإنترنت العودة إلى توبس مع راندي وجيسون سكلار. ابتداءً من 2008، بدأت بالتمثيل في مسلسل أنتوراج من قناة اتش بي او، حيث أنها تلعب دور المنتجة التلفزيونية إيمي ميلر والتي تعمل مع إريك وتشارلي. جانيت أيضًا تلعب دورًا في فيلم يسمى أفضل لاعب، وتمثل مع جيري ترينور وجينيت مكوردي.

### عشاء وفيلم
في 2005، حلت جانيت محل ليزا آرتش في تقديم برنامج الطبخ والمتعة التابع لتي بي إس عشاء وفيلم. وقد ظهرت بجانب المقدم بول غيلمارتن والطاهي كلود مان في كل حلقة مقدمين أفلامًا ويحقنون الفكاهة أثناء إعداد عشاء إبداعي لبدأ نمط معين من الفيلم واستمر هذا حتى إلغاء البرنامج في 2011.

### ريفيتراكس
جانيت قد كتبت وأدت الكثير من التعليقات الكوميدية الصوتية مع أحد مؤسسي إس إف سكيتشفيست كول ستراتون. وهذه التعليقات تظهر على موقع ريفيتراكس تحت العلامة التجارية ريفيتراكس يقدم، ووافق عليها مايكل نيلسون مؤسس ريفيتراكس وخريج مسرح العلم الغامض 3000.
وها هي الأفلام التي قد أدت تعليقات عليها:
- الطليقة
- روح شريرة
- شبح
- رقص قذر
- الفك المفترس 3
- فلاتلينرز
- الأولاد الضائعون
- دريمسكيب

### مشاريع مهنية أخرى
جانيت هي المنشئة والمخرجة والمنتجة لإس إف سكيتشفيست ومهرجان سان فرانسيسكو للكوميديا ومجموعة سان فرانسيسكو للتصوير الأشخاص الخطأ تمامًا. وقد مثلت مع فرقة سيكول 4000 في لوس أنجلوس وسان فرانسيسكو. في مارس 2012، أطلقت إذاعة بعنوان نادي جي في، يستضيفه موقع نيرديست.

## حياتها الشخصية
كانت جانيت في علاقة مع الممثل الكوميدي كريس هاردويك من 2004 حتى 2011. وفي مرحلة بلوغها، قد شُخصت بأنها مصابة باضطراب تبدد الشخصية.

## أعمالها

### الأفلام
| السنة     | العنوان                          | الدور                   | ملاحظات     |
| --------- | -------------------------------- | ----------------------- | ----------- |
| 2003      | عالق                             | جين                     |             |
| 2004      | المرأة القطة                     | فتاة حفلة               |             |
| 2004      | كرات متقاطعة: عرض الجدل          | شخصيات إضافية           |             |
| 2007      | الشوكة الأمريكية                 | جولين                   |             |
| 2007      | جحيم دانتي                       | كليوباترا، أصوات إضافية | أداء صوتي   |
| 2008      | دريلبيت تايلور                   | سائقة جذابة             |             |
| 2008      | فاتورة                           | أميليا                  | فيلم قصير   |
| 2009      | في الانتظار...                   | هالي                    | فيديو       |
| 2010      | نيك & تريستان غو ميغا ديغا       | سيلفيا فيشتيكل          |             |
| 2011      | البائعون                         | ماري بيست               |             |
| 2011      | جودي مودي أند ذا نوت بومر سمر    | السيدة مودي             |             |
| 2014      | مضارع                            | سينثيا                  | فيلم قصير   |
| غير معروف | دياني & ديفيني قابل نهاية العالم | شانا                    | قيد التصوير |

### أعمال تلفزيونية
| السنة      | العنوان                         | الدور                           | ملاحظات                                                                                                   |
| ---------- | ------------------------------- | ------------------------------- | --- |
| 2005       | العودة إلى نورم                 | كريستين ماكدونالد               | فيلم |
| 2006       | رحلة مجانية                     | ميغان                           | حلقة: "حتى عمتي"                                                                                          |
| 2006       | شركة الحب المحدودة              | غليندا                          | حلقة: "منزل كامل"                                                                                         |
| 2006       | ساعة سعيدة                      | مولي                            | حلقة: "خليط الأقراص المدمجة"                                                                              |
| 2006       | ماذا عن براين                   | كارول                           | حلقة: "ماذا عن الخطوات الأولى"                                                                            |
| 2007       | نادي المشتريات المنزلي          | ديبي دريسكول                    | مسلسل |
| 2007       | مشروع روب روي توماس غير المعنوْن | إيلي تينانت                     | فيلم |
| 2007       | المنزل في منتصف الطريق          | كيمبرلي كوستاس                  | الحلقتان: "الحر في منتصف الطريق"، "المدرسة الثانوية في منتصف الطريق"                                      |
| 2007       | الاستسلام بعد نضال في العمل     | هروين                           | فيلم |
| 2007       | مياه أبدية                      | ليد                             | قصير |
| 2007       | بقايا: حراس المتحف              | لونا إلهة القمر                 | عرض لعبة                                                                                                  |
| 2007       | كيف قابلت أمكما                 | ستايسي غوسار                    | حلقة: "أطفال صغار"                                                                                        |
| 2007       | عطلة نهاية الأسبوع              | مادلين                          | فيلم |
| 2007       | غروسولوجيا                      | أليس جنكينز                     | جميع الحلقات                                                                                              |
| 2008       | أخبار الشوكولاتة                | ترينا جونز                      | الحلقتان: "1.3"، "1.7"                                                                                    |
| 2008       | رجل يداعب امرأة                 | متعدد                           | فيلم |
| 2008، 2014 | سايك                            | ميندي هاولاند / كوني كامب       | الحلقتان: "جريمة قتل؟... أي أحد؟... أي أحد؟... بويلر؟"، "ريميك معروف أيضًا باسم كلاودي... مع فرصة للتحسين" |
| 2008—2009  | العودة إلى توبس                 | بيف كليري                       | مسلسل |
| 2008—2009  | أنتوراج                         | إيمي ميلر                       | حلقات: "افتداء"، "يوم سيث الأخضر"، "سيارة واحدة، سيارتان، سيارة حمراء، سيارة زرقاء"                       |
| 2009       | ممرات الذاكرة                   | تريسي موريس                     | فيلم |
| 2009       | بونز                            | مورين بيرو                      | حلقة: "العظام الرغوية"                                                                                    |
| 2009       | تيد أفضل حالاً                   | محامية                          | حلقة: "الثقة والمصادفة"                                                                                   |
| 2009       | متزوج لا ميت                    | سوزان                           | فيلم |
| 2011       | حر في كليفلاند                  | إيلين                           | حلقة: "رومانسية سيئة"                                                                                     |
| 2011       | أفضل لاعب                       | تريسي سوندرز                    | فيلم |
| 2012       | اللعبة                          | سمر جرايسون                     | الحلقتان: "اشرب، ادعُ، حب"، "حفلة في صندوق"                                                                |
| 2012       | سوليفان وابنه                   | كيم إليوت                       | حلقة: "يوم ميلاد الحانة"                                                                                  |
| 2012       | مستشفى أطفال                    | ستايسي                          | حلقة: "ليلة سيدات"                                                                                        |
| 2012       | دمية أحلام نيل                  | باترون                          | حلقة: "المطعم"                                                                                            |
| 2012—2013  | حب مشتعل                        | كارلي                           | دور منتظم (20 حلقة)                                                                                       |
| 2012—2014  | السابقون                        | لورنا                           | الحلقتان: "لنرقص"، "أصدقاء دون منافع"                                                                     |
| 2012—2014  | أسطورة كورا                     | كورا                            | دور رئيسي                                                                                                 |
| 2013       | موسيقاي                         | نانسي سباكمان                   | الحلقتان: "عمل أثناء النوم؟!"، "لا أستطيع الرؤية!!!"                                                      |
| 2013—2014  | برنامج كرول                     | الزوجة / السيدة ويلسون / جيسيكا | الحلقتان: "غرفة سرية"، "برعاية الطوابع"                                                                   |
| 2014       | المستودع 13                     | إليز                            | حلقة: "خدمات سرية"                                                                                        |
| 2014       | مارون                           | دلفين                           | حلقة: "علاج"                                                                                              |
| 2014       | سانجاي وكريغ                    | برنيس / معلمة اليوغا (صوت)      | حلقة: "تينغ/فارورك"                                                                                       |
| 2014—2015  | أنت الأسوأ                      | بيكا باربارا                    | دور مساعد (12 حلقة)                                                                                       |
| 2015       | وقح                             | أم بارك                         | حلقة: "طقوس الممر"                                                                                        |
| 2015       | فضاء آخر                        | المضيفة                         | حلقة: "أتعرف عليك"                                                                                        |
| 2016       | خذ زوجتي                        | ميلينا ماركيز                   | 3 حلقات                                                                                                   |

### ألعاب الفيديو
| السنة | العنوان     | الدور | ملاحظات              |
| ----- | ----------- | ----- | -------------------- |
| 2014  | أسطورة كورا | كورا  | الدور الرئيسي (صوتي) |

## وصلات خارجية
- جانيت فارني على موقع IMDb (الإنجليزية)
- جانيت فارني على موقع روتن توميتوز (الإنجليزية)
- جانيت فارني على موقع ألو سيني (الفرنسية)
- جانيت فارني على موقع أول موفي (الإنجليزية)
- جانيت فارني على موقع قاعدة بيانات الفيلم (الإنجليزية)
- جانيت فارني على موقع كينوبويسك (الروسية)

- جانيت فارني في دليل الأفلام على الإنترنت.